# Rosie Day
Rosie Day (Cambridge, 6 maart 1995) is een Brits actrice, schrijfster en toneelschrijver. Ze speelde onder andere de rol van Rosie Hawkins in de Starz televisieserie Outlander.
Day is ambassadrice voor stem4, een goed doel dat zich inzet voor een betere geestelijke gezondheid van de tiener. In 2021 bracht Day het boek Instructions for a Teenage Armageddon uit.

## Biografie
Day begon op jonge leeftijd met acteren op zowel in musical als speelfilms. Hiermee volgde ze haar zus die ook acteerde. Tijdens een van de audities van haar zus werd ze gespot door een castingbureau. Op vierjarige leeftijd had ze een rol in de televisieserie Hope and Glory van BBC. Hetzelfde jaar deden Day en haar zus mee in het toneelstuk Summerfolk in het Royal National Theatre in Londen. Day vervolgde haar jeugdacteercarrièreet rollen als een jonge Tess Elliot in de ITV medische dramaserie Harley Street in theaterproducties.
Op zestienjarige leeftijd speelde Day Naomi in het toneelstuk Spur of the Moment in het Royal Court Theatre in West End. In 2012 maakte ze haar filmdebuut in de horrorfilm The Seasoning House van Paul Hyett.
Day werd verkozen door Screen International als Stars of Tomorrow in 2013.
In 2025 verscheen ze naast Sarah Jessica Parker in de romantische komedie All Roads Lead to Rome. Daarnaast had ze een terugkerende rol in het tweede seizoen van de Starz historische dramaserie Outlander. Ze verkreeg deze rol na haar werk aan Heart of Lightness waar ze samenwerkte met Sam Heughan die de rol van Jamie Fraser in dezelfde serie vertolkte. Voor haar rol in Outlander kreeg Day een Satellite Award in de categorie Best Cast in a Genre Show in 2017.
Later datzelfde jaar speelde Day naast Uma Thurman in de Amerikaans-Spaanse film Down a Dark Hall van Summit Entertainment gebaseerd op de novel van Lois Duncan. Tevens verscheen ze in Butterfly Kisses, waarvoor ze een Crystal Beer won op het Internationale filmfestival van Berlijn in 2017.
Day vertolkte de rol van Tina Pemberton in de Sky One familiekomediedrama Living in the Dream van 2017 tot 2019. Hierna speelde ze Jane Asher in de Sky Arts Urban Myth: Scrambled Eggs.
In 2012 verscheen ze naast Russell Tovey en Sian Clifford in de komedie Real Love, en sprak de stem in van Meteion in Final Fantasy XIV: Endwalker.

## Filmografie

### Films
| Jaar | Titel                      | Rol            | Opmerkingen |
| ---- | -------------------------- | -------------- | ----------- |
| 2011 | Traction                   | Andrea         |             |
| 2012 | The Seasoning House        | Angel          |             |
| 2013 | Sixteen                    | Chloe          |             |
| 2013 | Ironclad: Battle for Blood | Kate De Vesci  |             |
| 2013 | Heart of Lightness         | Hilde          |             |
| 2015 | Howl                       | Nina           | Metrodome   |
| 2016 | Butterfly Kisses           | Zara           |             |
| 2016 | All Roads Lead to Rome     | Summer         |             |
| 2018 | Down a Dark Hall           | Sierra         |             |
| 2018 | The Convent                | Sister Emeline |             |
| 2020 | Baby                       |                | [ 14 ]      |

### Televisie
| Jaar       | Titel                       | Rol                       | Extra              |
| ---------- | --------------------------- | ------------------------- | ------------------ |
| 1999       | Hope and Glory              | Emma                      | 6 afl.             |
| 2000       | Black Books                 | Lucy                      | 3 afl.             |
| 2002       | In Deep                     | Charlotte                 | 2 afl.             |
| 2002       | Big Train                   | Jenny                     | 1 afl.             |
| 2002       | Darwin's Daughter           | Etty Darwin               | Televisiefilm      |
| 2002       | Family Affairs              | Harriet Matherson         | 7 afl.             |
| 2003       | Trust                       | Emma Naylor               | Miniserie          |
|            | Pants on Fire               | Lucy                      | BBC                |
| 2004–2005  | Bernard's Watch             | Nicolette Ashbury         | Hoofdrol; 24 afl.  |
| 2006       | The Large Family            | Laura Large               | Stemrol            |
| 2006       | The Romantics               | Dorothy Wordsworth        | Miniserie          |
| 2007       | My Life as a Popat          | Tatiana                   |                    |
| 2008       | Harley Street               | Tess Elliot               | 4 episodes         |
| 2009       | Half Moon Investigations    | Shell Travers             | 1 afl.             |
| 2009, 2011 | Doctors                     | Meg White / Alice Goodson | 2 afl.             |
| 2010       | Summer in Transylvania      | Mirana                    | 1 afl.             |
| 2011       | Good Night                  | Cloe                      | Korte film         |
| 2012       | Holby City                  | Kay Barker                | 1 afl.             |
| 2012       | DCI Banks                   | Hannah Rothwell           | 2 afl.             |
| 2012       | Homefront                   | Millie Bartham            | Miniserie          |
| 2013       | Misfits                     | Lucy                      | 1 afl.             |
| 2014       | Siblings                    | Ellie                     | 1 afl.             |
| 2014       | Soror                       | Grace                     |                    |
| 2015       | Cuffs                       | Stacey Shawcross          | 3 afl.             |
| 2016       | Grantchester                | Joan                      | 1 afl.             |
| 2016       | Outlander                   | Mary Hawkins              | Hoofdrol           |
| 2017       | Prime Suspect 1973          | Pam Tennison              | Miniserie; 5 afl.  |
| 2017       | Watership Down              | Thethuthinnang            | Miniserie; stemrol |
| 2017–2019  | [Living the Dream           | Tina                      | Hoofdrol           |
| 2018       | Good Omens                  | Lisa                      | 1 afl.             |
| 2018       | Peripheral                  | Shelly                    | Televisiefilm      |
| 2019       | Indigo Valley               | Louise                    | Televisiefilm      |
| 2019       | Frank                       | Bonnie                    |                    |
| 2019       | Urban Myths: Scrambled Eggs | Jane Asher                | 1 afl.             |
| 2020       | Agatha Raisin               | Karen                     | 1 afl.             |
| 2021–2022  | McDonald & Dodds            | Rose Boleyn               | 2 afl.             |
| 2021       | Call the Midwife            | Anita Page                | Kerstspecial       |
| 2022       | The Sandman                 | Tabby Kitten (stem)       | 1 afl.             |
| 2023       | Hard Home                   |                           |                    |

- Gemeinsame Normdatei: 1267943424
- International Standard Name Identifier: 0000 0004 4242 3538
- Library of Congress Control Number: no2019142848
- Virtual International Authority File: 6307159477944827990004